# Borat Subsequent Moviefilm
Borat Subsequent Moviefilm: Delivery of Prodigious Bribe to American Regime for Make Benefit Once Glorious Nation of Kazakhstan (eller bare Borat Subsequent Moviefilm og Borat 2)  er en amerikansk komediemockumentary fra 2020 instrueret af Jason Woliner (i sin spillefilmsdebut). Filmen har Sacha Baron Cohen i hovedrollen som den Kazakhiske journalist og tv-personalitet Borat Sagdiyev. Maria Bakalova spiller hans datter Tutar, der skal tilbydes som brud til den daværende amerikanske vicepræsident Mike Pence under COVID-19-pandemien og Præsidentvalget i USA 2020
Filmen er en efterfølger til Borat: Cultural Learnings of America for Make Benefit Glorious Nation of Kazakhstan fra 2006.
Selvom Baron Cohen i 2007 havde sagt, at han havde trukket sig tilbage fra Borat-karakteren, blev han set i 2019 i forklædningin og blev set filme i midten af 2020, hvilket førte til spekulationer om en anden Borat-film.
Projektet blev officielt annonceret i september 2020, hvor Amazon Studios erhvervede sig distributionsrettighederne. Borat Subsequent Moviefilm blev frigivet den 23. oktober 2020 på Prime Video
Filmen modtog ros fra kritikerne for Baron Cohen og Bakalovas præstationer såvel som for dens kommentar til amerikansk kultur.
Filmen modtog tre nomineringer ved Golden Globe Awards 2020-21 og vandt bedste skuespiller - musical eller komedie og Bedste film - Musical eller komedie.
Ved Oscaruddelingen 2021 blev filmen nomineret til en bedste filmatisering og en Bedste kvindelige birolle til Bakalova